# Virgilio Felice Levratto
Virgilio Felice Levratto (26. říjen 1904, Carcare Italské království – 30. červen 1968, Janov Itálie) byl italský fotbalový útočník a později i trenér.
První fotbalovou smlouvu podepsal s klubem Vado v roce 1918 ve svých 14 letech. S klubem senzačně vyhrál v prvním ročníku o Italský pohár v roce 1922. V roce 1925 podepsal dvě přestupové listiny, jednu pro Veronu a druhou pro Janov. Pro fotbalovou federaci byla jediná listina ta pro Veronu. Musel za ní odehrát sezonu a pak přestoupil do Janova. Za Rossoblù odehrál sedm sezon, ve 188 zápasech v lize nasbíral 84 branek. V roce 1932 přestoupil do Ambrosiany-Interu a v roce 1934 do Lazia.
Za reprezentaci hrál na dvou OH v roce 1924 a 1928 kde vyhrál bronz. Byl i u vítězného turnaje o MP 1927-1930. Celkem odehrál 28 utkání a vstřelil 11 branek.
Po fotbalové kariéře se stal hrajícím trenérem v Savoně, což vedlo k vítězství ve třetí lize v sezoně 1939/40. V následující sezóně do roku 1942 hrál znovu jako hrající trenér za Stabiu. Po válce vedl např. Messinu, Lecce a také byl asistentem Bernardiniho ve Fiorentině.

## Hráčská statistika
| Sezóna  | Klub             | Liga      | Liga   | Liga | Ligové poháry | Ligové poháry | Ligové poháry | Kontinentální poháry | Kontinentální poháry | Kontinentální poháry | Celkem | Celkem |
| Sezóna  | Klub             | Soutěž    | Zápasy | Góly | Soutěž        | Zápasy        | Góly          | Soutěž               | Zápasy               | Góly                 | Zápasy | Góly   |
| ------- | ---------------- | --------- | ------ | ---- | ------------- | ------------- | ------------- | -------------------- | -------------------- | -------------------- | ------ | ------ |
| 1921/22 | Vado             | 2. Divize | 15     | 25   | -             | 0             | 0             | -                    | 0                    | 0                    | 15     | 25     |
| 1922/23 | Vado             | 2. Divize | 13     | 14   | IP            | 3             | 5             | -                    | 0                    | 0                    | 16     | 19     |
| 1923/24 | Vado             | 2. Divize | 14     | 8    | -             | 0             | 0             | -                    | 0                    | 0                    | 14     | 8      |
| 1924/25 | Verona           | 1. Divize | 19     | 14   | -             | 0             | 0             | -                    | 0                    | 0                    | 19     | 14     |
| 1925/26 | Janov            | 1. Divize | 22     | 11   | -             | 0             | 0             | -                    | 0                    | 0                    | 22     | 11     |
| 1926/27 | Janov            | 1. Divize | 27     | 15   | IP            | 2             | 2             | -                    | 0                    | 0                    | 29     | 17     |
| 1927/28 | Janov            | 1. Divize | 29     | 19   | -             | 0             | 0             | -                    | 0                    | 0                    | 29     | 19     |
| 1928/29 | Janov            | 1. Divize | 26     | 11   | -             | 0             | 0             | -                    | 0                    | 0                    | 26     | 11     |
| 1929/30 | Janov            | Serie A   | 33     | 15   | -             | 0             | 0             | Stř.P                | 2                    | 0                    | 35     | 15     |
| 1930/31 | Janov            | Serie A   | 19     | 7    | -             | 0             | 0             | Stř.P                | 2                    | 1                    | 21     | 8      |
| 1931/32 | Janov            | Serie A   | 31     | 4    | -             | 0             | 0             | -                    | 0                    | 0                    | 31     | 4      |
| 1932/33 | Ambrosiana-Inter | Serie A   | 33     | 19   | -             | 0             | 0             | -                    | 0                    | 0                    | 33     | 19     |
| 1933/34 | Ambrosiana-Inter | Serie A   | 30     | 6    | -             | 0             | 0             | Stř.P                | 4                    | 2                    | 34     | 8      |
| 1934/35 | Lazio            | Serie A   | 23     | 4    | -             | 0             | 0             | -                    | 0                    | 0                    | 23     | 4      |
| 1935/36 | Lazio            | Serie A   | 27     | 4    | IP            | 3             | 1             | -                    | 0                    | 0                    | 30     | 5      |
| 1936/37 | Savona           | Serie C   | 12     | 4    | IP            | 2             | 2             | -                    | 0                    | 0                    | 14     | 6      |
| 1937/38 | Savona           | Serie C   | 20     | 11   | IP            | 1             | 1             | -                    | 0                    | 0                    | 21     | 12     |
| 1938/39 | Savona           | Serie C   | 8      | 4    | -             | 0             | 0             | -                    | 0                    | 0                    | 8      | 4      |
| Celkem  | Celkem           | Celkem    | 401    | 195  | -             | 11            | 10            | -                    | 8                    | 3                    | 420    | 208    |

## Hráčské úspěchy

### Klubové
- 1× vítěz italského poháru (1922)

### Reprezentační
- 1x na MP (1927-1930 - zlato)
- 2x na OH (1924, 1928 – bronz)